# Nikša Drobac
Nikša Drobac, (Dubrovnik, 1. svibnja 1982.), hrvatski vaterpolist.
Trenutačno igra za VK Jug iz Dubrovnika na poziciji braniča. S Jugom je osvojio nekoliko naslova prvaka Hrvatske, te pobjednika hrvatskog Kupa, a najveći trofej u karijeri je osvojio 2006., naslov prvaka Europe, također s Jugom.